# Сортувальна вулиця (Київ)
Сортува́льна ву́лиця — вулиця в Дарницькому районі міста Києва, у межах житлового масиву Позняки. Пролягає від вулиці Петра Радзіня до Здолбунівської вулиці.
Прилучаються вулиці Гліба Бабіча та Клеманська.

## Історія
Вулиця виникла в середині XX століття під назвою Нова. Сучасна назва — з 1957 року. Спершу починалася від Канальної вулиці, продовжена на північ у зв'язку з будівництвом Дарницького мостового переходу та системи з'їздів з нього.